# Phascolosorex dorsalis
Phascolosorex dorsalis — вид хижих сумчастих ссавців з родини кволові (Dasyuridae). Цей вид поширений по всіх Центральних Кордильєрах, в хребтах Фіністерре та Саруваґет, в горах півострова Чендравасіх Нової Гвінеї, у висотному діапазоні від 1500 до 3600 м над рівнем моря. Зустрічається в зрілому й порушеному гірському вологому тропічному лісі. Вид наземний і денний. Частіш за все самиці в сумках носять чотири дитинча.

## Загрози та охорона
Вид страждає від хижацтва з боку диких собак. Зареєстрований у деяких природоохоронних зонах.